# Unterseeboot 533
L'Unterseeboot 533 (ou U-533) était un sous-marin allemand utilisé par la Kriegsmarine pendant la Seconde Guerre mondiale

## Historique
Après son temps de formation à Stettin dans la 4. Unterseebootsflottille jusqu'au 30 avril 1943, l'U-533 est affecté dans une unité de combat à la base sous-marine de Lorient, dans la 10. Unterseebootsflottille.
Il fait partie des U-Boote de la meute de loups gris (Rudeltaktik en allemand) opérant dans l'océan Indien connue sous le nom de Monsun.
Le 25 avril 1943, l'U-533 est attaqué par un hydravion américain Consolidated PBY Catalina de l'escadrille VP-84/P-5. Trois hommes d'équipage sont blessés par les tirs de mitrailleuses calibre .30 de l'hydravion.
L'U-533 est coulé le 16 octobre 1943 dans l'océan Indien dans le golfe d'Oman à la position géographique de 25° 28′ N, 56° 50′ E par des charges de profondeur lancées d'un avion britannique Bristol Blenheim de l'escadrille Sqdn 244/O.
52 hommes d'équipage meurent dans cette attaque. Le seul survivant reste vingt-huit heures dans l'eau avant d'être secouru et fait prisonnier de guerre.

## Affectations successives
- 4. Unterseebootsflottille du 25 novembre 1942 au 30 avril 1943
- 10. Unterseebootsflottille du 1er mai 1943 au 16 octobre 1943

## Commandement
- Oberleutnant, puis Kapitänleutnant Helmut Henning du 25 novembre 1942 au 16 octobre 1943

## Navires coulés
L'U-533 n'a, ni coulé, ni endommagé de navire au cours des 2 patrouilles qu'il effectua.

## Sources
- (en) Cet article est partiellement ou en totalité issu de l’article de Wikipédia en anglais intitulé « German submarine U-533 » (voir la liste des auteurs).
- U-533 sur Uboat.net